# Mangupura
Mangupura ist die Hauptstadt des indonesischen Regierungsbezirks Badung in der Provinz Bali. Sie liegt im Distrikt Mengwi.